# Laringitis granulomatosa

## Enfermedades granulomatosas de la laringe

### Rinoescleroma
Una de las patologías infecciosas granulomatosa crónica es el rinoescleroma que a su vez es poco común. Ocasionada por el agente bacteriano Klebsiella rhinoscleromatis el cual daña principalmente las vías respiratorias altas.
Al principio se ubica en las fosas nasales invadiendo el aparato lacrimal y todo el tracto respiratorio alto, es ahí donde da lugar a la formación del granuloma con gran tendencia a la infiltración que genera la esclerosis y su posterior obstrucción. Es difícil llegar a la cura una vez generado el problema obstructivo.
La progresión de esta enfermedad se categoriza en tres estadios:
- Estadio exudativo, rinítico o catarral

Empieza debutando con síntomas que encajan con un resfriado común. Se distingue por causar una rinorrea purulenta de mal olor, obstrucción nasal que puede ser unilateral o bilateral, sensación de quemazón y sequedad a nivel faríngeo con la posterior formación de costras. Al examen físico se puede llegar a visualizar una hipertrofia de la mucosa principalmente en el tabique.
- Estadio proliferativo o granulomatoso

Conforme progresa la enfermedad, los síntomas de rinitis van en decremento; sin embargo se produce una infiltración y obstrucción del nivel interior de las fosas nasales. Se evidencia tejido granulomatoso indurado, friable y con costra, posteriormente se extiende a faringe y laringe. Este proceso da lugar al cambio de voz en cuanto al tono y modulación de ésta, también puede haber una sensación de anestesia en el paladar suave.
En esta fase aparece la deformidad nasal como manifestación del infiltrado nodular que puede llegar a extenderse al labio superior y el lóbulo nasal. También es posible que afecte la tráquea y laringe asociado a la obstrucción del tracto respiratorio alto, ageusia, anosmia, epistaxis y hasta epifora.
Puede causar también destrucción ósea y afectar los ganglios cervicales. El esfuerzo respiratorio se vuelve cada vez más difícil y doloroso hasta llegar a ser necesario la traqueostomía.
- Estadio esclerótico

En esta fase ocurre una mejoría a nivel sintomatológico pero los tejidos anteriormente afectados son cambiados por colágeno denso. La curación de todos estos procesos dados lleva a la distorsión estructural de las zonas afectadas ocasionando estenosis debido a la proliferación.
El diagnóstico es principalmente clínico, histopatológico, la visualización del bacilo de Frisch e imágenes siendo lo más importante el hallazgo histopatológico donde buscamos las células de Mikulicz (histiocitos con vacuolas que son redondos, grandes y espumosos que llegan a medir entre 10 y 200 u. aproximadamente como diámetro, repletos de bacterias que pueden ser o no viables) y los cuerpos coloides o de Russell (corpúsculos eosinofílicos ubicados en el citoplasma de las células plasmáticas siendo elípticas, homogéneas y más pequeñas midiendo entre 20 y 40 u).
El agente patológico se puede evidenciar mediante tinciones de PAS, Giemsa o con plata. El cultivo debe ser realizado en un agar de Mcc Conkey que finalmente es muy limitado debido a su sensibilidad baja que solo llega a ser positiva en la mitad de los casos.

### Granulomatosis de Wegner
La granulomatosis de Wegener abreviado en las siglas GW en un conjunto de signos y síntomas producidos por una vastulitis de característica granulomatosa del tracto respiratorio y a nivel renal como glomerulonefritis pero puede llegar a afectar cualquier órgano. Esta patología fue reportada primero por Heinz Klinger el año 1932 y posteriormente descrita ampliamente por Friedrich Wegener en 1936. El año 1985 se descubrió el autoanticuerpo lo cual significó un gran aporte al diagnóstico de esta enfermedad siendo importante el hallazgo del anticuerpo contra el citoplasma de los neutrófilos lo que representa a esta patología.
Su incidencia se calcula en 1 a 3 casos por cada millón de personas y se presenta a cualquier edad pero se promedia dentro de los 20 y 40 años. La evidencia indica que puede afectar a ambos sexos de igual manera pero predomina en la población de raza blanca.
Debido a su origen autoinmune su etiología se desconoce; sin embargo ciertas infecciones, fármacos, toxinas y agentes genéticos llegan a implicarse en esta. Se ha logrado documentar el papel del Staphylococcus aureus como agente patológico hallado en la mucosa nasal de ciertos pacietntes. La exposición al silicio también se ha reportado frecuentemente en casos de vasculitis de vasos pequeños.
Es usual que la afectación de cabeza y cuello causadas por la GW sean las primeras o únicas manifestaciones de esta patología y representan el 80 al 95% de los síntomas en tales lugares, por ello se enfatiza la importancia de del área de otorrinolaringología en un diagnóstico rápido y correcto tratamiento para detener la evolución de esta patología.
Los síntomas más comunes son la disnea y el carraspeo a nivel laríngeo y faríngeo en los cuales al ser examinados por laringoscopía directa se encuentran al menos uno de estos signos: edema de la mucossa, estenosis subglótica y eritema. 
En pacientes con disnea no se han podido diferenciar entre causas laríngeas y pulmonares pero en el caso de haber estenosis se descarta el origen pulmonar a través de la broncoscopía, tomografía torácica y biopsia pulmonar. Además la estenosis es el signo de mayor importancia a causa de su capacidad para arriesgar en gran manera la vida del paciente. Es muy frecuente la progresión del empeoramiento de la respiración y se puede manifestar como un estridor súbito hasta necesitar la intervención urgente de una traqueotomía. 
Al realizarse una laringoscopía directa se evidencian estrechez periférica subglótica con eritema de mucosa que puede llegar a extenderse 4 cm abajo en dirección a la tráquea. La mitad de los pacientes con afectación de la laringe requerirán traqueotomía. Entre el 5 y 20% se presentará la estenosis de subglotis  sin embargo es posible que aparezca como único o inicial síntoma de esta patología.